# Mystikos
Le mystikos ou mystique (en grec : μυστικός) est une fonction byzantine importante au sein de la chancellerie impériale du IXe au XVe siècle. Son rôle initial est obscur, il est probablement le secrétaire privé de l'empereur. Il exerce aussi des fonctions judiciaires. Il devient aussi un important fonctionnaire fiscal sous les Comnènes et reste l'une des dignités les plus importantes de l'empire durant l'ère Paléologue.

## Histoire et rôle

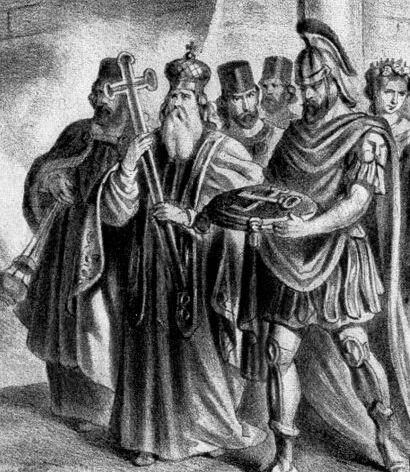
Nicolas Ier Mystikos, patriarche de Constantinople, est probablement le plus connu des titulaires de la fonction de mystikos qu'il détient avant son élection au patriarcat.

L'office apparaît sous le règne de Basile Ier, et Léon Choirosphaktès en est le premier détenteur. La fonction originale de ce poste est inconnue. Franz Dölger considère que le mystikos est le secrétaire privé de l'empereur tandis que Nicolas Oikonomidès émet l'hypothèse qu'il est dès cette époque un officier de justice.
Du fait de leur proximité avec l'empereur, les détenteurs de ce poste ont un pouvoir considérable. Dès le règne de Léon VI le Sage, un mystikos devient patriarche de Constantinople sous le nom de Nicolas Ier Mystikos,. Possédant la confiance des empereurs, les mystikoi sont attestés comme ayant occupé divers offices importants. Parfois, ils exercent les fonctions de protasekretis, plusieurs fonctions judiciaires ainsi que des fonctions en rapport avec la chambre à coucher de l'empereur (koitōn). La dignité de mystikos gagne particulièrement en importance sous Manuel Ier Comnène quand il prend la responsabilité du palais impérial et du trésor de l'empereur, contrôlant ainsi non seulement les salaires des différents dignitaires impériaux mais aussi le patronage et les dons du trésor impérial à l'Église. L'office reste important au cours du XIIIe siècle et au moins un de ses détenteurs atteint le rang de pansebastos. Toutefois, leurs missions deviennent à nouveau obscures. On sait que la fonction de mystikos perdure jusqu'à la chute de l'Empire byzantin au XVe siècle. Cette fonction existe aussi au sein de l'Église, notamment auprès du patriarche de Constantinople, où le mystikos est chargé de protéger les biens de l'Église contre les atteintes dont ils pourraient être l'objet de la part des fonctionnaires impériaux. Il est aussi possible que chaque monastère ait un mystique.

## Fonctions dérivées
Aux Xe et XIe siècles, plusieurs offices apparaissent en liaison avec le titre de mystikos. Le prōtomystikos (πρωτομυστικός, « premier mystikos ») est attesté en 1057 comme un important fonctionnaire judiciaire. De plus, les postes de mystographos et de mystolektēs (μυστολέκτης) sont fréquemment retrouvés sur les sceaux. Selon Franz Dölger, ces deux titres seraient les ancêtres du titre de mystikos mais ce n'est qu'une hypothèse. Le titre de mystographos est attesté en 911-912 et perdure probablement jusqu'à son abolition par Alexis Ier Comnène vers l'an 1100. Il est peut-être l'assistant du mystikos puisqu'il se situe juste derrière lui dans la liste des offices du Taktikon de l'Escorial de 975. En outre, les détenteurs des sceaux possèdent des fonctions judiciaires et notariales. Quant à l'office de mystolektēs, il est principalement mentionné sur des sceaux des XIe et XIIe siècles. En plus de postes notariaux et judiciaires, ses détenteurs sont aussi liés à des positions au sein de la cour impériale elle-même.